# Ordem de São Bento de Avis

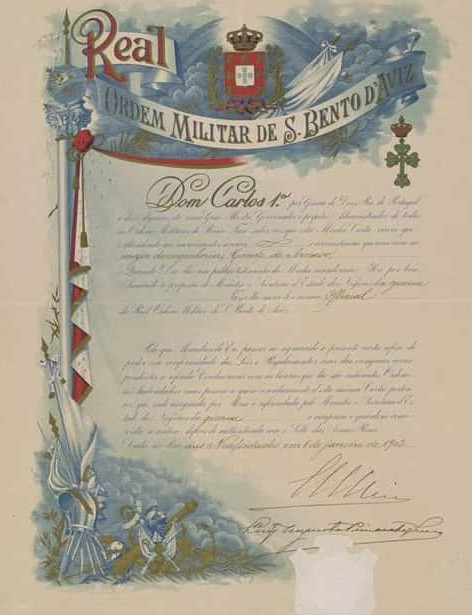
Carta régia de Carlos I de Portugal em 1905.

A Ordem de São Bento de Avis (inicialmente chamada de Milícia de Évora ou Freires de Évora) foi uma Ordem militar católica de cavaleiros portugueses que foi criada em Portugal, no século XII, para defender a cidade de Évora dos Mouros.
Os Cavaleiros desta Ordem, em 1744, tinham quarenta e oito rendosas comendas e veneravam uma Cruz verde com quatro flores-de-lis.
Em 1789 a Ordem de Avis foi secularizada, tornando-se uma ordem honorífica até sua extinção em 1910. Hoje designando-se simplesmente Ordem Militar de Avis foi refundada em 1917, como sucederia à Ordem Militar de Cristo no ano seguinte, e é presidida pelo seu Grão-Mestre, o Presidente da República Portuguesa.

## História

### Nascimento das Ordens Religiosas Militares.
Embora seja estranho falar hoje de Ordens, Religiosas Militares, elas nasceram num tempo e num contexto especifico. Em plena Idade Média, num sistema feudal, com guerras incessantes entre cristãos, com grande parte da Europa ocupada pelos “infiéis”, e sobretudo em plena Cruzada (ou guerra “Santa”). São Bernardo num texto dirigido aos cavaleiros do Templo (entre 1120 e 1136) tenta explicar esse dilema com esses argumentos: “eles não devem temer ofender Deus matando um inimigo, e não correm perigo se eles próprios se matarem, pois é por Jesus Cristo que eles dão ou recebem a morte, e que, não só não ofendem a Deus, mas também, adquirem uma grande glória”. É em Jerusalém em 1118, que Hugo de Payens e Godofredo de Saint-Omer com mais 7 cavaleiros criaram a primeira Ordem Religiosa Militar, dos Pobres Cavaleiros de Cristo (Templários), para primeiro proteger os peregrinos entre o porto de Jaffa e a vila Santa, depois para proteger e reconquistar todas as Terras Cristãs aos infiéis. Em 1129, no concílio de Troyes (França), o Papa Honório II, reconhece essa Ordem, a coloca-a  na sua direta dependência (com os privilégios associados) e dá-lhe como estatuto, a Regra de Cister (Mosteiro da Borgonha) de São Bernardo. Em 1128 a Ordem do Templo já está presente em Portugal, e no tempo de D. Afonso Henriques, ela torne-se o ferro de lança das nossa tropas, a primeira linha da nossa defesa.

### As Ordens ibéricas
A Ordem do Templo, sendo a mais antiga serviu de exemplo as outras Ordens, como as Ordens Ibéricas, a mais antiga delas, é a Ordem de Calatrava fundada em 1158 por  Raimundo de Seurrat, abade cisterciense de Fitero, para defender a fortaleza há pouco conquistada de Kalaat Rawah (Calatrava). Essa nova Ordem foi reconhecida por uma bula de Alexandre III, em 25 de Setembro de 1164, adotando ela também a regra cisterciense. A seguir em 1175, é confirmada a Ordem de Santiago seguindo a regra augustiniana e enfim em 1177 a Ordem cisterciense dos Cavaleiros de Alcântara sempre confirmada pelo mesmo Papa. Essas principais Ordens “espanholas” (referência geográfica, pois não tinha surgido ainda o conceito político de "Espanha") tiveram no início pouca presença no nosso território (Afonso Henriques doou bens à Ordem de Santiago em 1172, mas só marcaram presença em Portugal durante 5 anos no tempo de D. Sancho I, para voltar em definitivo no tempo de Afonso II).

### O misterioso nascimento da Milícia de Évora
Como indica a página oficial da Ordem Militar de Avis, as origens desta primeira Ordem portuguesa estão envoltas em várias lendas, e a falta de documentos dificulta bastante a leitura clara dos acontecimentos, mas simplificando um pouco, podemos distinguir duas teorias (uma terceira teoria é defendida por poucos autores, mesmo assim pessoas de grande relevo, como Alexandre Herculano e o Cardeal Saraiva, que é, a chegada em Évora em 1166 de cavaleiros da Ordem de Calatrava que formaram uma Milícia, mas a nomeação dum Grão-Mestre português e o facto do Rei nunca se referir a Ordem de Calatrava, mas sim a Milícia de Évora, desacredita essa hipótese), uma defendida pelos autores desde o séc XVI, e outra defendida pelos autores modernos.
Primeira teoria:

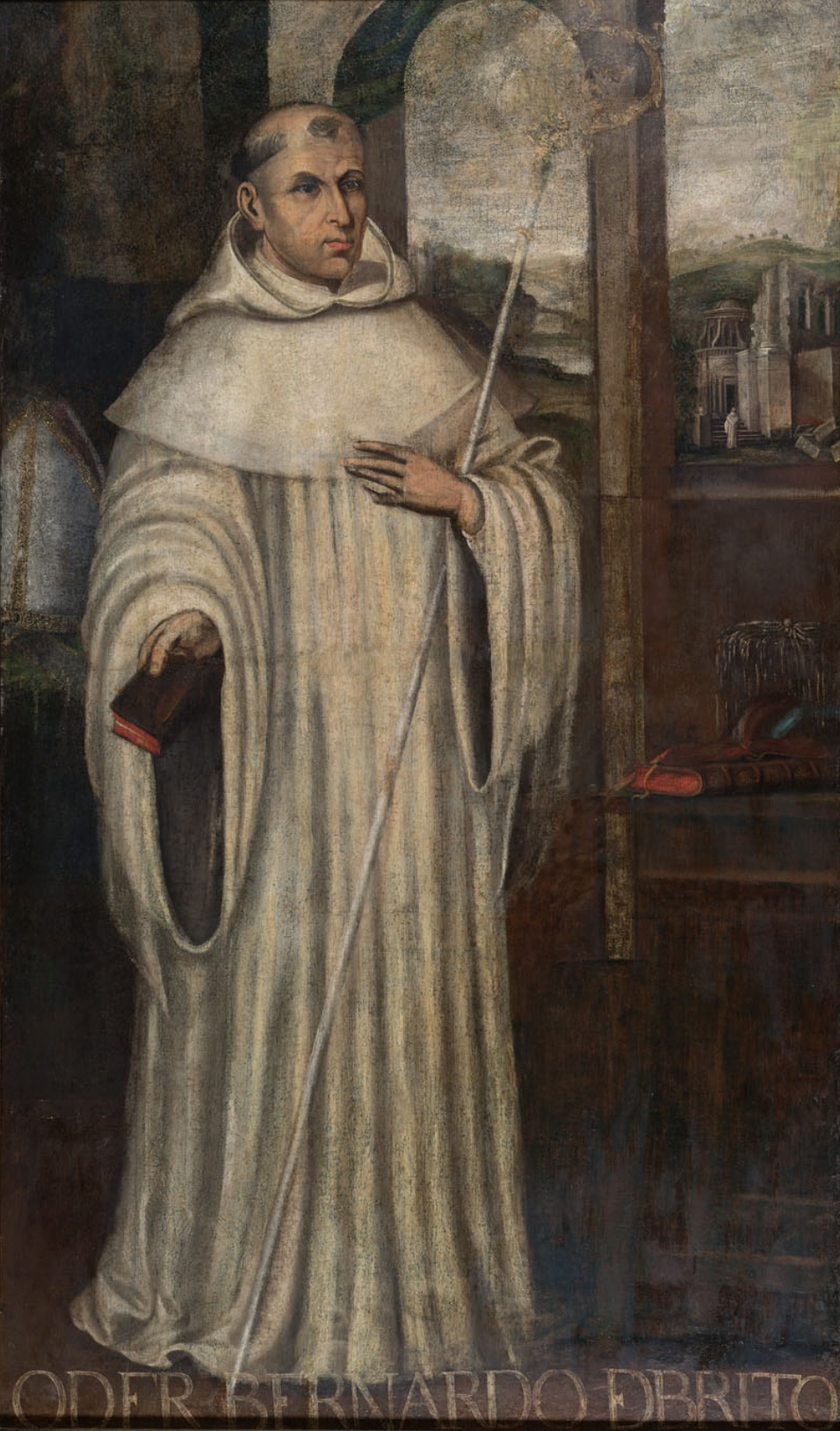
Frei Bernardo de Brito

A ordem nasceu a volta dum grupo de cavaleiros, depois da batalha de Ourique em 1139,  “pela fé de Cristo, defesa do reino e amor da pátria”. Esse grupo ganhando em número, e sendo tão útil a obra de reconquista, Afonso Henriques, deu-lhes um estatuto em 1162, na cidade de Coimbra, e transformou esses confrades, em frades regulares da Ordem de São Bento, aplicando as regras da reforma de Cister. Esses estatutos, cujo documento original nunca apareceu só temos uma transcrição de 1602 publicada pelo frei Bernardo de Brito, foram assinados por “Petrus proles Regis par francorum Magister novae militiae” ou seja Pedro Afonso filho do Rei, e Par de França, é nomeado primeiro Grão-Mestre desta nova Milícia, e  “Gundisalus Vanegas, (Gonçalo Viegas), miles  novae Militia” é simples soldado dessa nova milícia. Assim sendo, a Ordem de Avis, como Ordem de São Bento terá nascido por vontade real.
Segunda teoria:
O primeiro a contestar essa primeira versão, foi o Cardeal Saraiva numa obra póstuma publicada em 1884, segundo ele, esse documento de 1162, com os estatutos da Ordem, publicada pelo frei Bernardo de Brito, é falso. Porque entre outros factos, é um simples legado do Papa, um  Abade de São João de Tarouca (João Cirita), que oficializa essa Ordem em nome da Igreja, e não o próprio Papa, através duma Bula, porque Pedro Afonso é meio-irmão do rei, e não filho de rei, e porque ele não pode ser Par de França, e porque dos 7 cavaleiros (ver Ordem do Templo) que assinaram esse documento, 4 foram Grão-Mestre da Ordem de Avis, e Fernando Rodrigues Monteiro (que foi Grão-Mestre de 1227 a 1237) assim como João Portariva, por ventura nessa data nem estavam nascidos.  Assim sendo a Ordem não nasceu em 1139, mas mais tarde. Ruy Pinto de Azevedo constatou que em 1172-1173, essa milícia ainda não existia por não ser contemplada na distribuição das terras conquistadas nos anos anteriores. De facto, o primeiro documento, em que aparece o nome da  milícia de Évora, é uma doação régia de Abril de 1176, em que aparece o nome de Gonçalo Viegas como Mestre da Ordem (o Livro Velho de Linhagens, documento de referência, também o dá como o primeiro Grão-Mestre da Ordem de Avis), ora em Março de 1175 ele era mordomo da infanta D. Teresa Portugal futura Condessa de Flandres. Por isso nessa teoria, a Ordem de Avis terá nascido entre o fim de 1175 e princípio de 1176, como milícia em Évora, para proteger dos Mouros essa cidade conquistada em 1166, por Geraldo sem Pavor, que a deixou nas mãos do Rei. A Ordem do Templo tendo recusado ao Rei defender Évora, em território muçulmano e longe da sua linha de defesa ao longo do Tejo. Essa função é então desempenhada pela Milícia de Évora que em Abril de 1176 recebeu a primeira doação de D. Afonso Henriques a fim de “a povoarem, desenvolverem e organizarem”. A notar que nessa versão, não é claro que essa Ordem terá nascido por vontade real, embora Ruy Pinto de Azevedo, e outros, o pensa , a doação régia, aliás bem modesta, não o comprova, nem mesmo a nomeação do seu primeiro Grão-Mestre, ainda há margem para dúvida.
Como vemos tudo gira a volta da veracidade ou não, desse documento de 1162. Sendo falso, a Ordem foi criada em 1175-76, e o primeiro Grão-Mestre é Gonçalo Viegas, o nascimento é tardio e o  Grão-Mestre desconhecido. Sendo verdadeiro, a Ordem nasce no glorioso campo de batalha de Ourique,  é a mais antiga da península Ibérica, e o seu primeiro Grão-Mestre é o próprio irmão do Rei, tudo bem mais prestigioso. Por isso, há uma quase unanimidade hoje em dia, para dizer que esse documento milagroso é falso, até alguns como Mons. Miguel Oliveira falando dessa primeira teoria chama-lhe de, fantasia.
No entanto, isso não impede em definitivo, que uma confraria anterior existisse, alguns autores como Luís Filipe Oliveira o pensa, e isso obviamente não pode ser negado, o problema é a falta total de documentos comprovando essa tese.  Mesmo assim é bom referir que o pai de Gonçalo Viegas, Egas Fafes de Lanhoso, participou na batalha de Ourique e em seguida foi para Jerusalém, não em peregrinação mas em cruzada, recebeu em recompensa o brasão do Rei Balduino de Jerusalém e o seu Paço da Quinta do Lameiro em Ponte (Vila Verde) que foi honrado por D. Afonso I (não sabemos em recompensa de que obra),  foi a sede da mais antiga Comenda da Ordem de Avis, a Comenda de Oriz fundada em antes de 1187, o que inviabiliza a teoria de Alexandre Herculano e do Cardeal Saraiva, é pouco provável que um nobre patriota português disponibilizasse o seu paço a uma milícia espanhola. Tal como Gualdim Pais, Mestre dos Templários em Portugal, armado cavaleiro em Ourique,  foi para Terra Santa em cruzada, (participou na conquista de Ascalão na Palestina),  antes de ter um papel crucial na reconquista. Assim vemos, que de facto, de maneira estruturada ou não, alguns cavaleiros da batalha de Ourique lutaram em nome do lema: “Pela fé de Cristo, defesa do reino e amor da pátria”.

### Relação entre a Milícia de Évora e a Ordem de Calatrava

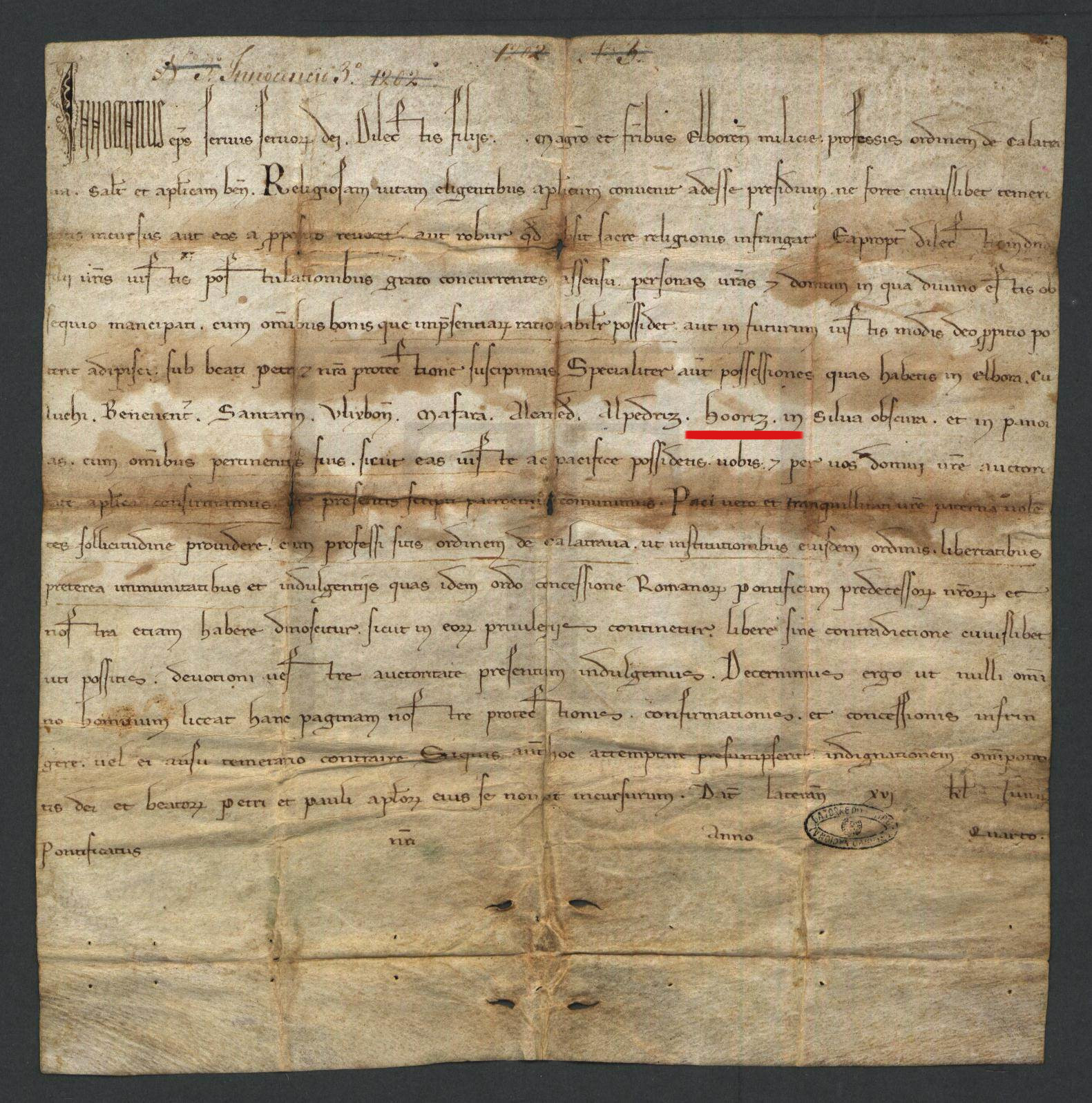
Bula de Inocencio III, Religiosam Vitam

Curiosamente, todas as doações régias a Milícia, falam em Mestre e Freires de Évora, pela primeira doação de 1176 sabemos que a nova milícia era beneditina. Ao contrario, os documentos do Papa que confirmam essas mesmas doações nunca se referem a um Mestre ou uma Ordem portuguesa mas sim aos bens da Ordem de Calatrava em Portugal. A única exceção é uma bula de 1201 de Inocêncio III, dirigida ”ao Mestre e Freires da Milícia eborense que professam a Ordem de Calatrava" . Essa é que será mesmo a realidade, ou seja a Milícia de Évora foi obrigada pelo Papa em antes de 1187 a integrar a Ordem de Calatrava e aplicar as suas regras, talvez para não multiplicar as Ordens na Península Ibérica, mas também para usufruir das vantagens de pertencer a uma ordem de Cister.
Só depois da doação de Avis, em 1211, pelo rei D. Afonso II, é que a dependência da Ordem de Calatrava aparece nos documentos portugueses, mesmo assim de forma lenta, prudente e progressiva: “Militie Elborensis, Ordinis Calatrava”, até 1215, data da instalação em Avis, em que a Ordem passa a ser “Ordinis de Avis" e, enfim, em 1233, “Ordinis Calatravensis in Portugalia”.
As Regras de Cister e a implicações na relação com Calatrava.
Essas regras de Cister eram rigorosas, e contemplava toda a vida do freire cavaleiro, tanto no aspeto militar que religioso, a ética, a hierarquia, a organização interna, o vestuário, (os monges de Cister eram também conhecidos como monges brancos, daí advém a origem do hábito das ordens de Calatrava e Avis – branco, com uma cruz flordelisada vermelha, no caso de Calatrava, e verde, na de Avis), o armamento, a dieta… A disciplina era extrema, o empenho total, um cavaleiro em combate não podia fugir nem se render, preso pelo inimigo nunca havia resgate.
Ela obrigava os freires a castidade, pobreza, e obediência.
Essas regras davam sobretudo completa autonomia económica a Ordem portuguesa, e total liberdade na gestão do seu património. Mesmo assim, a Ordem de Calatrava devia verificar a boa aplicação das regras por parte da Ordem de Avis, por isso mandava em inspeção um cavaleiro e um monge cisterciense. Enfim a eleição dos Grão-Mestres de Avis deviam ser confirmadas pelo Grão-Mestre de Calatrava, ou por um seu representante.
Essa dependência acaba, com a aclamação como Rei de D. João I, Grão-Mestre da Ordem de Avis.

#### As Comendas e seus rendimentos
| Comendas   | Alandroal | Albufeira    | Coruche | Jerumenha | Vide     | Vila Viçosa | Alcanede | Cabeção | Mora | Noudar | Alter Pedroso | Elvas | Évora | Seda | Sousel | Oriz |
| Nº Freires | 2         | 2            | 2       | 2         | 2        | 2           | 2        | 2       | 2    | 2      | 2             | 2     | 1     | 1    | 1      | 1    |
| Rendimento | 1500      | 1500         | ?       | 1500      | 1500     | 1300        | 1300     | 900     | ?    | 600    | 400           | 1000  | 800   | 800  | 680    | 600  |
| Comendas   | Alenquer  | Torres Novas | Covilhã | Cano      | Benavila |             |          |         |      |        |               |       |       |      |        |      |
| Nº Freires | 1         | 1            | 1       | 1         | 1        |             |          |         |      |        |               |       |       |      |        |      |
| Rendimento | 100       | 200          | ?       | ?         | 200      |             |          |         |      |        |               |       |       |      |        |      |

### A integração na coroa portuguesa

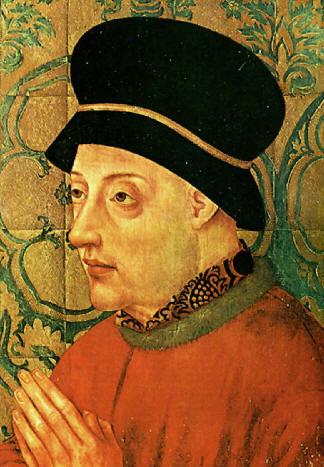
João I de Portugal (Mestre de Avis)

A ascensão de D. João,  ao trono de Portugal, ditou, por um lado, a integração do mestrado dessa ordem na Coroa de Portugal (sendo nomeados ou membros da família real, ou nobres da inteira confiança do monarca, como foi o caso do primeiro grão-mestre após D. João, Fernando Rodrigues de Siqueira, e por outro, um maior afastamento face à Ordem de Calatrava. Em 1387 os freires de Avis não aceitaram a visita que devia confirmar D. Fernando, porque D.João I de Castela reconhecia, como Papa, o Papa cismático de Avinhão. O concílio de Basileia-Ferrara-Florença (1436) dá novamente o direito de visita a Ordem de Calatrava, mas esse lhe será definitivamente negado.
Por outro lado, a subida ao trono de um mestre de Avis levou a que lhe fosse concedida dispensa canónica para celebrar casamento, já que, ao abrigo da regra beneditina que a Ordem de Avis seguia, os membros da dita ordem professavam voto de castidade.
Com a subida ao trono de João I de Portugal reacende-se a chama da guerra de cruzada, há muito perdida em Portugal; as conquistas no Magrebe conduzem as ordens religiosas a novas paragens. Assim, os cavaleiros de Avis (bem como os de Cristo, a outra ordem nacional portuguesa) estarão presentes na conquista de Ceuta (1415), bem como no falhado ataque a Tânger (1437), no qual ficou detido (e acabou por morrer em cativeiro com fama de santidade) o infante D. Fernando, o qual era então mestre da Ordem de Avis desde 1434. Por sua morte, em Fez, em 1443, passou o mestrado para as mãos do filho mais velho do regente Pedro, Duque de Coimbra, também chamado Pedro (o qual viria a ser, por breve período, rei de Aragão).
A ordem foi depois herdada pelo príncipe D. João (futuro João II de Portugal), pelo seu filho ilegítimo Jorge de Lencastre, e, por morte deste, em 1551 (reinado de João III de Portugal), o grão-mestrado da Ordem de Avis foi incorporado perpetuamente à Coroa, perdendo todo o seu carácter religioso. Nesse mesmo ano, o Papa Júlio III viria permitir que os seus membros pudessem dispor livremente dos seus bens (contrariando também o voto de pobreza feito pelos seus membros). Por esta altura, o único critério que passou a ser necessário para a admissão na Ordem era a pertença ao Estado da Nobreza, o que foi confirmado por um decreto de 1604.
Em 1 de Agosto de 1789, a rainha Maria I de Portugal, com o auxílio do Papa Pio VI, tentou reformar a ordem de Avis, mas acabou apenas por secularizá-las – as três ordens – (Avis, Santiago e de Cristo), embora tivesse mantido o grão-mestrado integrado ainda à Coroa. Desta secularização radicou o nascimento da Banda das Três Ordens (uma faixa tripartida de púrpura, vermelho e verde, representando respectivamente as Ordens de Santiago, Cristo e Avis), com a qual foram desde então agraciados os chefes de Estado portugueses (reis ou presidentes) quando da sua subida ao poder, como símbolo da magistratura que exercem.
A ordem foi também levada para o Brasil, pelo príncipe regente D. João e, em 1834, o regente D. Pedro, Duque de Bragança, em nome da jovem rainha Maria II, aboliu completamente a ordem. Esta, contudo, viria a ser restaurada e reformada com o nome de Real Ordem Militar de São Bento de Avis em 1894, durante o governo de Hintze Ribeiro, com o carácter de ordem honorífica que ainda hoje mantém, destinando-se a condecorar personalidades militares que tivessem obrado papel de relevo.

## Ordem Militar de Avis

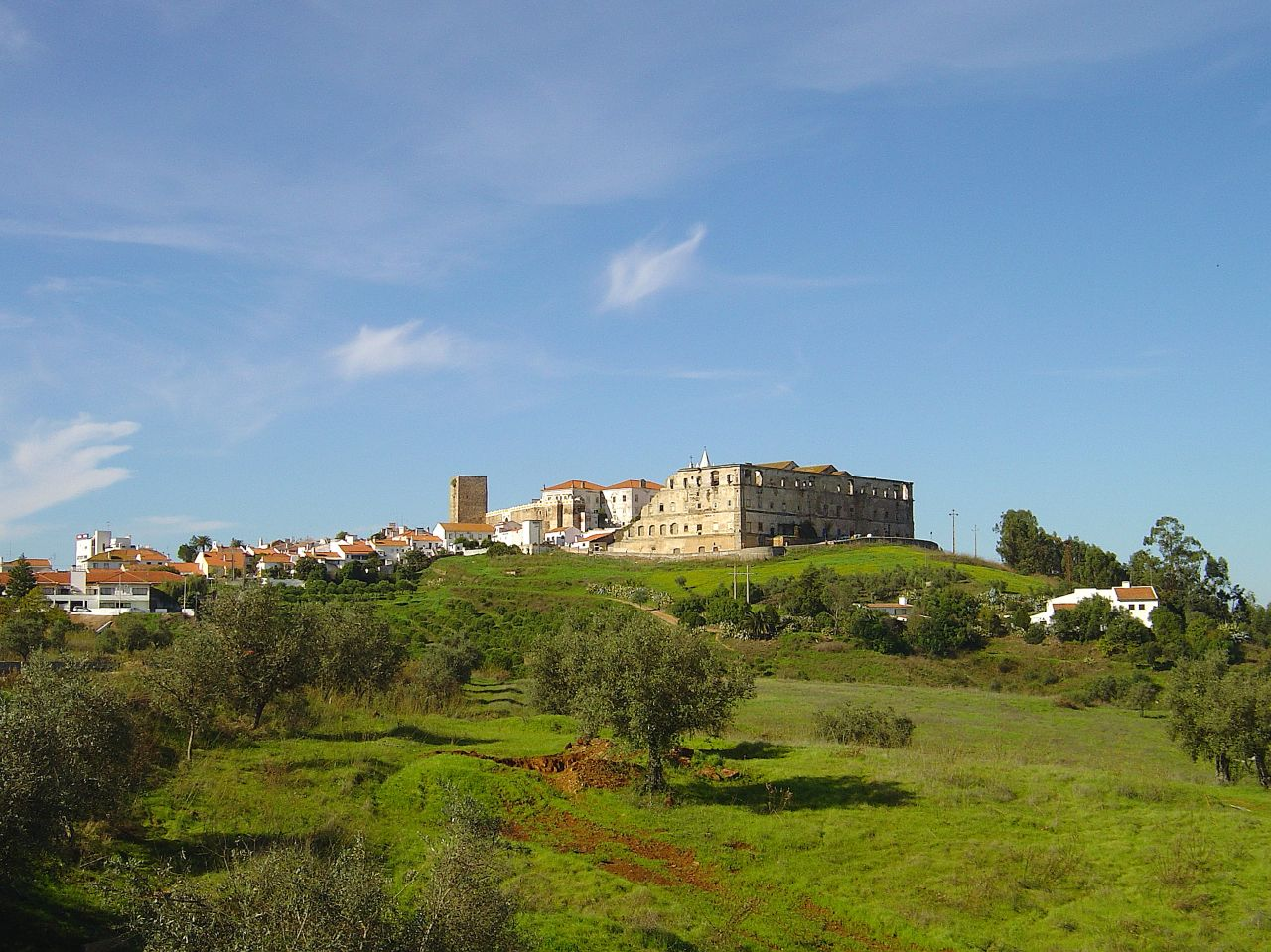
Castelo de Avis

Novamente extinta em 1910 (em conjunto com as demais ordens), pelo Governo Provisório da República Portuguesa, que julgava a atribuição de ordens algo próprio do carácter de não-igualdade social da Monarquia, foi restaurada (de novo também com as honoríficas Ordem Militar de Cristo e a Ordem Militar de Sant’Iago da Espada) em 1918 por Sidónio Pais, no quadro da Primeira Guerra Mundial (julgou-se então ser oportuno condecorar os militares que se haviam distinguido nas campanhas contra os Alemães em Flandres, em Angola e em Moçambique - isto muito embora o próprio Sidónio fosse contra a participação de Portugal na guerra).
Após o seu assassinato em Dezembro desse ano, não se voltou ao statu quo ante; o regime das ordens foi depois regulamentado, já durante o Estado Novo (1962), e mais recentemente, em 1986, quando se definiu as atribuições de cada ordem e o seu regime de concessão, em exclusivo, por iniciativa do Presidente da República, Grão-Mestre das Ordens. Assim sendo, a Ordem Militar de Avis ficou destinada a premiar serviços militares de excepcional relevo, sendo apenas atribuída a quadros das Forças Armadas e/ou militarizadas (isto é, da Guarda Nacional Republicana, GNR e da Guarda Fiscal), bem ainda como a corpos ou unidades militares, a título colectivo, podendo a condecoração ser efectuada em vida ou postumamente.
A insígnia desta Ordem é originalmente composta por uma cruz latina verde, flordelizada. No Brasil, fita e banda verde, com orla vermelha. Por fim, divide-se a atribuição do título da ordem nos graus de cavaleiro (ou dama), oficial, comendador, grande-oficial e grã-cruz.

## Lista de Mestres da Ordem de Avis[22]
- Gonçalo Viegas de Lanhoso (entre 1175 e 76-18 de julho de 1195), morreu na batalha de Alarcos
- Pelágio (1200)
- Fernando Anes (1201-1227)
- Fernando Rodrigues Monteiro (1227-1237)
- Martim Fernandes (22 de agosto de 1238-1264)
- João Portariva (Sem prova documental)
- Pedro Afonso (1268-1269)
- Fernando Soares (Sem prova documental)
- Simão Soares (1269-1280)
- Egas Martins de Outeiro (1280-1290)
- João Peres (1291-1292)
- João Afonso (1294)
- Lourenço Afonso (1296-1310)
- “Garcia Peres do Casal (1311-1316)” Escolhido pelo Rei D. Dinis, mas não pela Ordem.
- Gil Martins do Outeiro (1316-15 de março de 1319[23]). Em 1319 é nomeado primeiro Grão-Mestre da Ordem do Cristo.
- Vasco Afonso (1320-1329)
- Gil Peres de Noudar (1330-1332)
- Afonso Mendes (1334)
- Gonçalo Vasques (1336-1341)
- João Rodrigues Pimentel (1342-1351)
- Sancho Soares (sem prova documental)
- Diogo Gracia (sem prova documental)
- João Afonso de Pena de Aguiar (1351-1356)
- Martim de Avelar (1357-1363)
- João de Avis (1364-1385), aclamado Rei de Portugal em 1385.

### Administradores da Ordem
Com a subida ao trono do Mestre de Avis, a ordem iniciou o seu processo de anexação à Coroa, designando o monarca o administrador da mesma:
1. D. Fernando Rodrigues de Siqueira (1387-1433)
2. D. Fernando de Portugal, o Infante Santo (1434-1443)
3. D. Pedro de Coimbra, Condestável de Portugal (Pedro V de Aragão), filho do Pedro, Duque de Coimbra (1444[24]-1466)
4. D. ... (1466-1468)
5. D. João II de Portugal (1468-1490)
6. Infante D. Afonso (filho de D. João II - morreu antes da confirmação papal) (1490-1491)
7. D. Jorge de Lancastre (filho de D. João II) (1491-1551)

Desde 1551, com a incorporação do mestrado da Ordem na Coroa Portuguesa que o cargo de Mestre é desempenhado pelo chefe de Estado Português.

## Património associado

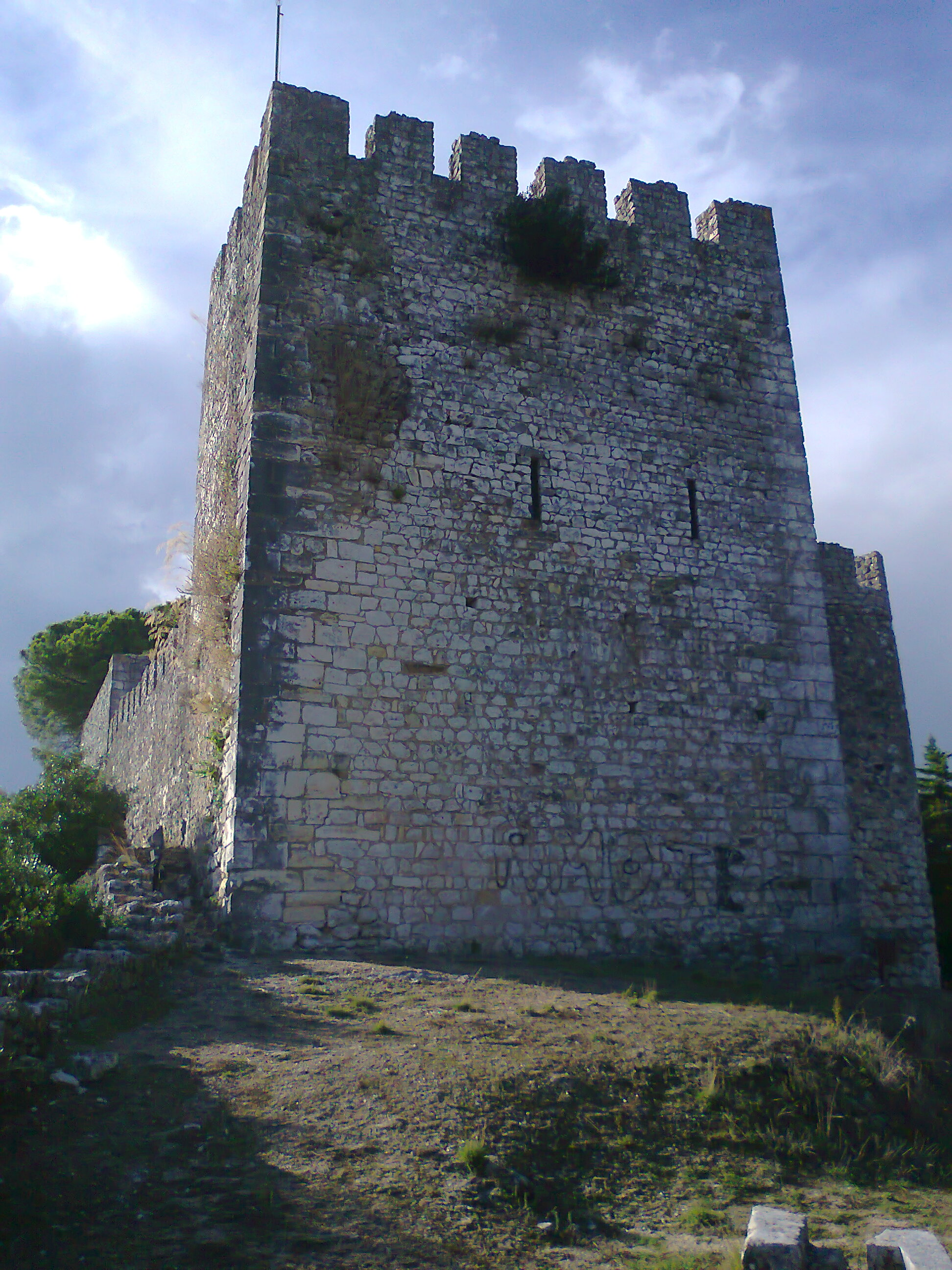
Castelo de Alcanede

- Benavente
- Castelo de Alcanede
- Castelo de Alter Pedroso
- Castelo de Avis
- Castelo de Seda
- Comenda de Oriz

### Documentos
- NORONHA. Constituções de S. Bento de Aviz. Lisboa, 1631.

### Obras
- José da Purifição, Catálogo dos Mestres de Aviz, 1722 (Academia Real de História);
- Burro, Chronica de Cister, onde, etc. (Lisboa. 1602); cf Almeida in Mem. Acad. Scient. Lisboa (1837);
- Helyot, Dictionnaire des ordres religieux (1847), 1, 348-350;
- Schefer, Geschichte von Portugal (Gota 1834-54);
- HERCULANO, Alexandre. História de Portugal. Lisboa, 1854-1873.
- Miguel Oliveira, A Milícia de Évora e a Ordem de Calatrava, Lusitânia Sacra t. 1, Lisboa 1956
- Cardeal Saraiva, Memória sobre a instituição da Ordem Militar de Avis em Portugal em Obras completas do Cardeal Saraiva tome 3, 1884.
- Ruy Pinto de Azevedo, Primórdios da Ordem militar de Évora, no boletim da Junta Distrital de Évora Nº 8, 1967.
- Luís Filipe Oliveira – Ordem Militar de Avis. In Ordens Religiosas em Portugal: guia histórico (das origens a Trento). Dir. Bernardo Vasconcelos e Sousa. Lisboa: CEHR/UCP – Livros Horizonte, 2005.